# 1400 Tirela
Tirela (asteróide 1400) é um asteróide da cintura principal, a 2,3814045 UA. Possui uma excentricidade de 0,2371748 e um período orbital de 2 014,67 dias (5,52 anos).
Tirela tem uma velocidade orbital média de 16,85732546 km/s e uma inclinação de 15,549º.
Esse asteróide foi descoberto em 17 de Novembro de 1936 por Louis Boyer.